# Werner Otto Leuenberger
Pour les articles homonymes, voir Leuenberger.
Werner Otto Leuenberger (W.O.L.) (Berne, 21 décembre 1932 - Berne, 11 avril 2009) est un peintre, illustrateur, artiste graphique et sculpteur suisse. Il habite à Berne.
« Ich nehme alles auf, ich eliminiere nichts, all das geht unter die Haut - und dann muss ich es malen »
(« J'absorbe tout, je n'élimine rien, tout va sous ma peau - et alors je dois peindre »)